# НР (котёл)
НР — стальной секционный трубчатый котёл разработки инженера Николая Ревокатова. Чугунные котлы имели название НР(ч).

## Конструктор
Н. Н. Ревокатов — кандидат технических наук, диссертация — «Сжигание антрацита под чугунными котлами и обоснование выбора рациональной конструкции чугунного котла». Автор нескольких патентов.
Ревокатов был репрессирован по делу «Контрреволюционной организации союза инженерных организаций (Промышленная партия)».

## Технические данные
Конструкция котла была разработана в 1930-х годах. Существуют модели котлов НР-17, НР-18, НР-55, которые получили своё название по первым буквам имени и фамилии конструктора.
Все котлы сконструированы для работы на жидком, твёрдом и газообразном топливе с применением искусственного дутья.
Котлы НР-18 и НР-17 предназначаются для теплоснабжения промышленных и гражданских зданий.